# Меніск (фізика)

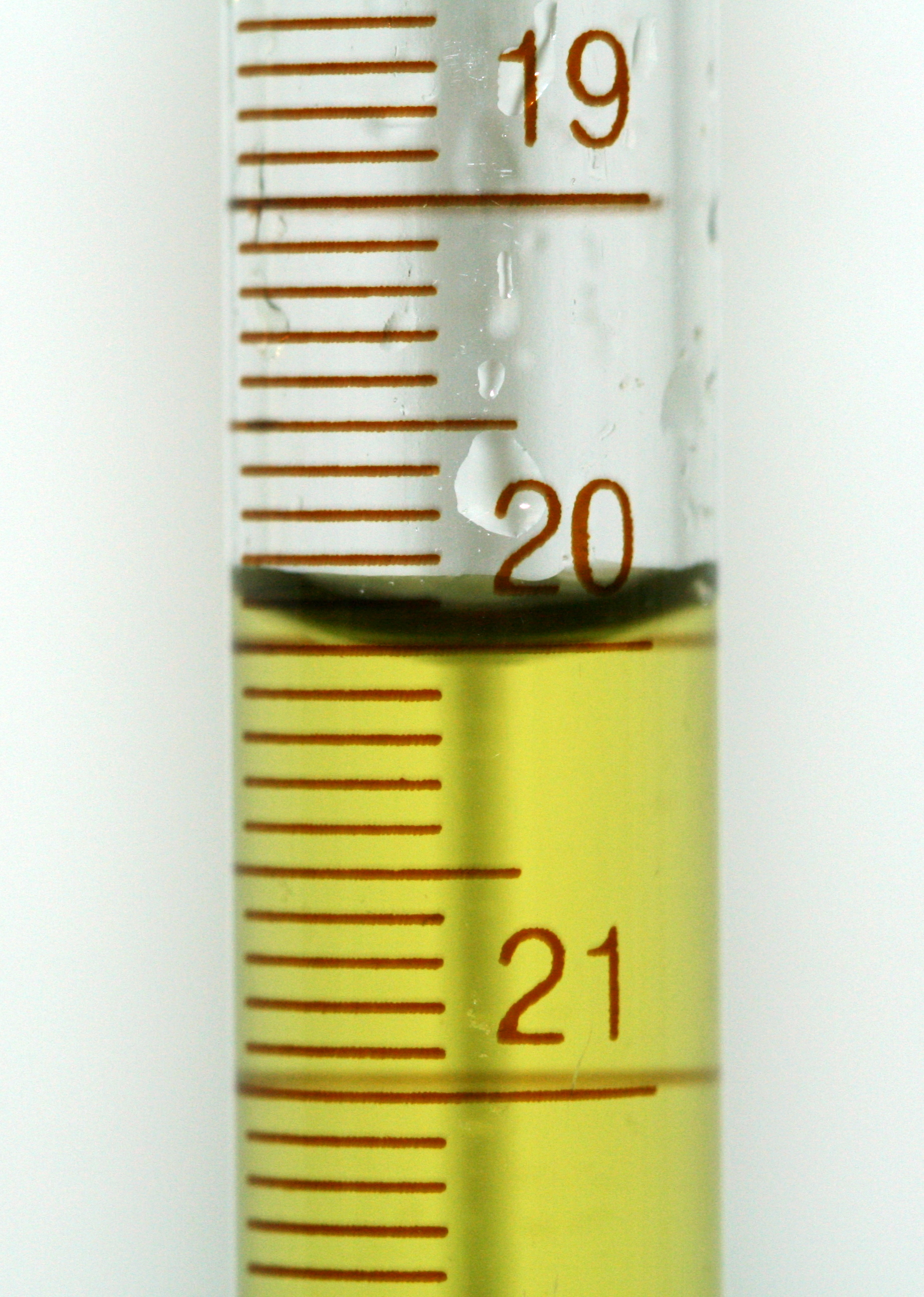
Меніск підфарбованої води у бюретці

A: Увігнутий меніск.
B: Опуклий меніск.

Меніск (від грец. μενικος півмісяць) — викривлена вільна поверхня рідини у місці її дотику з поверхнею твердого тіла. Утворюється біля стінок посудин, у каналах-порах губчастих тіл, просочених рідиною, у капілярних трубках, занурених одним кінцем у рідину і т. д.
В тонкій трубці (капілярі) меніск має сферичну форму, у достатньо вузькому зазорі між плоскими пластинами — циліндричну. Кривина меніска визначається відношенням сил міжмолекулярної взаємодії на межі трьох фаз — твердого тіла, рідини і газу.
Рідина, що змочує поверхню твердого тіла, утворює увігнутий меніск, у випадку не змочування — опуклий. У першому випадку взаємне притягання молекул рідини (когезія) слабкіше від їх притягування до молекул поверхні твердого тіла (адгезії). У другому, навпаки, сили когезії переважають над силами адгезії. Наприклад, поверхня води в системі повітря-вода-скло є увігнутою, тоді як у системі повітря-ртуть-скло ртутний меніск є опуклим.
Тиск пари над увігнутим меніском нижчий, а над опуклим вищий за тиск над плоскою поверхнею рідини. Різниця цих тисків має назву лапласівського (капілярного) тиску. Радіус меніска пов'язується з лапласівським тиском формулою закону Лапласа. 
{\displaystyle p=\sigma \left({\frac {1}{R_{1}}}+{\frac {1}{R_{2}}}\right),}
де R1 і R2 — радіуси кривини поверхні у двох взаємно перпендикулярних нормальних перерізах поверхні рідини.
Цим пояснюються, наприклад, явище капілярної конденсації, капілярне всмоктування рідини в пористі і волокнисті матеріали, підняття або опускання рідини по тонких трубках (капілярний ефект).